# 王佐站
王佐站，原名肃宁北站，位于河北省沧州市肃宁县邵庄乡，是京九铁路的一座火车站，等级为三等站，距北京西站182公里，距常平站2133公里，本站及相邻上下行区间均为电气化区段。有联络线连接朔黄铁路肃宁北站。车站建于1996年，仅办理货运业务。